# Spider Islands
Spider Islands är öar i Kanada.   De ligger i provinsen Manitoba, i den sydöstra delen av landet, 1 800 km nordväst om huvudstaden Ottawa.
Trakten runt Spider Islands är nära nog obefolkad, med mindre än två invånare per kvadratkilometer.